# Physicians for Human Rights–Israel

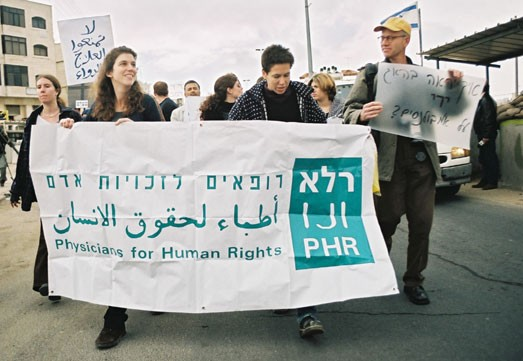
En antiockupations-demonstration vid vägspärren i Kalandia i östra Jerusalem 2010, med deltagare från Physicians for Human Rights–Israel.

Physicians for Human Rights–Israel (hebreiska: רופאים לזכויות אדם-ישראל), PHR-I, grundades 1988, i början av den första intifadan, av en grupp israeliska och palestinska läkare från Israel. PHR-I förespråkar ett rättvist och inkluderande samhälle där rätten till god hälsa ges till alla människor oavsett deras legala status, nationalitet, etnicitet och tro. Organisationen ser den israeliska ockupationen av Palestina som grundorsaken till att mänskliga rättigheter kränks i regionen och motsätter sig därför ockupationen.
PHR-I tilldelades Right Livelihood Award 2010.
I juli 2025 publicerade organisationen rapporten Destruction of Conditions of Life: A Health Analysis of the Gaza Genocide, genom vilken organisation menar att Israel gjort sig skyldigt till folkmord i Gaza under kriget som pågått där sedan Hamas terrorattack mot Israel i oktober 2023.